# 마검
마검(魔劍)은 신화나 전설, 소설이나 게임 등의 픽션에 등장하는 특별한 힘을 가진 검의 총칭이다. 협의에서는 성검(聖劍)과 비교하여 사악한 힘을 가지고 불행이나 재앙을 가져다주는 검의 의미로 사용된다.